# 新事業創出促進法
新事業創出促進法（しんじぎょうそうしゅつそくしんほう、平成10年12月18日法律第152号）は、技術、人材その他の日本に蓄積された産業資源を活用しつつ、創業等、新商品の生産もしくは新役務の提供、事業の方式の改善その他の新たな事業の創出を促進するため、個人による創業および新たに企業を設立して行う事業を直接支援するとともに、中小企業者の新技術を利用した事業活動を促進するための措置を講じ、併せて地域の産業資源を有効に活用して地域産業の自律的発展を促す事業環境を整備する措置を講ずることにより、活力ある経済社会を構築していくことを目的として制定された法律である。
2005年（平成17年）4月13日をもって廃止され、中小企業の新たな事業活動の促進に関する法律へ統合された。

## 構成
- 第1章 総則（第1条―第3条）
- 第2章 創業等の促進（第4条―第11条）
- 第3章 中小企業者の新技術を利用した事業活動の支援（第12条―第17条）
- 第4章 地域産業資源を活用した事業環境の整備（第18条―第31条）
  - 第1節 基本構想の策定（第18条）
  - 第2節 新事業創出支援体制の整備（第19条―第23条）
  - 第3節 高度技術産業集積地域等の活用（第24条―第31条）
- 第5章 産業基盤整備基金の業務の特例（第32条―第35条）
- 第6章 雑則（第36条―第38条）
- 附則